# 安彦良和
安彦 良和（やすひこ よしかず、1947年12月9日 - ）は、日本の漫画家、アニメーター、キャラクターデザイナー、アニメ監督、イラストレーター、小説家。北海道紋別郡遠軽町出身。埼玉県所沢市在住。
遠軽高校、弘前大学を経て、1970年虫プロ養成所に入りアニメーターとなる。虫プロ倒産後はフリーとなり『宇宙戦艦ヤマト』『勇者ライディーン』『超電磁ロボ コン・バトラーV』『無敵超人ザンボット3』など数多くのアニメ作品に携わる。その中でもキャラクターデザインおよび作画監督を務めたアニメ『機動戦士ガンダム』は、その後放映された劇場版とも併せ社会現象ともいえるブームを巻き起こし、2022年の時点でも根強い人気を誇る。
1990年以降、アニメ製作現場を離れて専業漫画家となり、『ナムジ』『虹色のトロツキー』『王道の狗』など主に歴史ものを描いて第19回日本漫画家協会賞優秀賞（『ナムジ』）、第4回文化庁メディア芸術祭マンガ部門優秀賞（『王道の狗』）などを受賞した。
2001年から2011年まで漫画雑誌『ガンダムエース』で連載した『機動戦士ガンダム THE ORIGIN』は、累計発行部数1,000万部を超えるヒット作となり、同作のアニメ化作品『機動戦士ガンダム THE ORIGIN I 青い瞳のキャスバル』（2015年2月公開）では総監督を務め、約25年ぶりにアニメの現場に復帰した。
日本漫画家協会会員。日本SF作家クラブ会員だったが2023年5月時点では退会している。

## 経歴

### 生い立ち
1947年、北海道オホーツク管内遠軽町東社名淵（ひがししゃなふち、現在の若松）に、姉三人、兄二人（ただし長男は生後間もなく亡くなった）、妹一人の三男として生まれる。曽祖父は福島県伊達郡半田（現・桑折町）の半田銀山で絵図面描きをしていたといい、1891年に祖父が屯田兵として遠軽町に移り住み、開拓を始めた。それまで「あびこ」と名乗っていた姓の読みを「やすひこ」に変更する。安彦の父は東社名淵のハッカ作りの代表格で、1938年から1942年までは町会議員もつとめており、自身いわく「普通の、裕福でも悲惨でもない農家」であったという。
幼いころから3歳年上の兄が買っていた学年誌を読むなどして漫画に興味を持ち、小学校3年生のころには鈴木光明の『織田信長』に惹かれ「川中島の合戦」のシーンを自己流でノートに鉛筆書きしていた。漫画はもっぱら友人から借りて読むことが多く小学校5・6年のころには横山光輝の『鉄人28号』が好きで、ノートの余ったページなどに誰に見せるでもなく漫画を描いていた。安彦の父はそれを「ポンチ絵」と呼んで人に見せるなど無邪気に喜んでいたが、母は「そんなしょうもないことしてるんなら家の手伝いをしろ」と嫌がっていた。またこの頃見たアニメ映画『白蛇伝』が安彦が初めて見たアニメ映画であった。
小学校6年のとき、赴任してきた校長が個展をひらくほど絵が好きで安彦も絵のみならず様々なことを教わった。安彦は中学・高校を通じて絵の指導を受けたことがなく、アニメの世界に入っても誰かに教わったということがないため「僕の絵に、お師匠さんはいないんです。あえて探せば、この校長先生だけですね」と語っている。
また小学校時代には手塚治虫の『漫画の書き方』を読んで「ケント紙に墨で書く」という技法を真似て20数ページの漫画を描き、漫画誌『冒険王』に投稿したこともある。

### 中学・高校時代
1960年に社名淵中学校に入学。このころ手塚治虫の『フウムーン』に触発され、スパイと女の子が国家権力に殺されるという、後の映画『レオン』のような漫画も描いていた。中学1年のとき安彦の父が脳梗塞で倒れ、半年間の入院後、安彦が中学2年のときに亡くなった。
1963年、安彦は北海道遠軽高等学校に入学し、同時に安彦の兄も遠軽高校から北海道大学に進学した。兄が進学で遠軽を離れ農家を継ぐ者がいなくなった安彦家は、ハッカ作りをやめ離農し一時は安彦の姉が住む湧別町に移り住んだ。だが半年後には安彦の母が家を建て遠軽に皆で戻ったという。安彦はこれを「意地だったんでしょう。おふくろは『夜逃げしたんじゃない』とよく言ってました」と振り返っている。
なお、遠軽高校の2学年下に湖川友謙がいたが、当時は面識がなかった。また、湖川の作ったアニメ制作会社ビーボォーの出身で、『Ζガンダム』や『ガンダムΖΖ』、『閃光のハサウェイ』に作画監督として関わる恩田尚之も同校の卒業生である。
高校時代、教師からは「お前の兄は優秀だった」と比較されることが多々あり、実際勉強も趣味も何をやっても勝てないと感じていた安彦は兄に劣等感を覚えていた。一方で弁論大会でのスピーチや部活の壮行式司会などの生徒会活動で顔が知られていたためか、3年のときには生徒会長もつとめている。当時の（現在も）友人が日本民主青年同盟（民青）の活動を少し行っており、安彦もその影響を受け"左傾化"したという。
中学生ごろまでは「漫画家になりたい」という思いもあったが、このころから「そんな夢みたいなことを言っててもしょうがない」と諦めをつけ、卒業後の進路には、内地の国立大学のなかで北海道にはない「お城」がある街がいいとして金沢大学、弘前大学などを希望し、合格した隣県の弘前大学に入学した。

### 学生運動
1966年、北海道遠軽高等学校卒業、弘前大学人文学部西洋史学科に入学。このとき弘前大の同郷会で後の妻となる女性と出会っている。高校時代の友人の影響で大学でも民青の集まりにも参加したが、やがて活動が型どおりでつまらないと民青を抜け、1968年、ベトナム戦争に反対する学生団体「ベトナムの平和を守る会」を結成し、ベトナム戦争反対の講演を企画するなど反戦運動を展開した。当時既にパターン化していたアジビラや街頭演説、ファッション化していたヘルメット姿などを嫌い、普通にしゃべって普通に書くという活動をしたところ「お前の話は分かりやすい」となり、一般学生への説明などに駆り出され、全共闘のリーダー的な存在になっていった。
1969年1月の安田講堂事件では安彦自身は「極端に金がなく上京できなかった」が仲間が逮捕され、「僕だけおとなしく大学に残って勉強する気になんかならん」として授業にも出席しなくなった。同年9月、弘前大本部を全共闘が3週間占拠し、機動隊による封鎖解除の後占拠当初半月ほど校舎にいたが東京での「活動」のため途中で抜けている。安彦も後に建造物侵入、不退去罪の疑いで逮捕された。この結果1970年1月に弘前大学から退学処分を受ける。このときの安彦は「もう終わった。反戦も左翼運動もどんづまり。それまでの22年間、何のために生きてきたんだ」という思いであったという。
保釈後、「もう弘前にはいられない」と上京し友人の協力もあって写植屋に3か月ほど勤めた。だが写植の仕事はどうしても好きになれず、そのときにたまたま目にした虫プロの求人新聞広告に子供の頃に漫画家になりたかった事を思い出し応募した。面接では高校時代まで大学ノートに描いていた漫画を見せて合格した。

### アニメーター時代
1970年、新聞広告をみて旧虫プロダクション虫プロ養成所の2期生として入社。養成所教官の沼本清海から「高橋信也に女の描き方を習え」と言われ、まだ動画マンであったにもかかわらず『さすらいの太陽』で作画設定に抜擢される。その後、先輩アニメーターの進藤満尾、同じく新人だった川尻善昭との3人チームで『新ムーミン』に原画マンとして参加。オープニング冒頭のムーミンが逆立ちするカットが初の原画仕事となった。
1973年虫プロの倒産後はフリーとなって、オフィス・アカデミーやサンライズの前身の創映社に活動の場を移す。オフィスアカデミーでは、『宇宙戦艦ヤマト』の絵コンテ、創映社（日本サンライズ）では『ゼロテスター』（1973年 - 1974年）、『勇者ライディーン』、『超電磁ロボ コン・バトラーV』などのSF、ロボット作品、『ろぼっ子ビートン』『わんぱく大昔クムクム』といったギャグ、ファンタジー作品などに携わる。
根っからのアニメ好きというわけではなかった安彦は、学生運動時代の友人から「アニメやってどうすんの? 世の中変えられるの?」と言われ、「ただの絵描きじゃなく（中略）責任領域を広げてやりがいを拡大しないと合わせる顔がなかった」とアニメの仕事に罪悪感のようなものも覚えていた。だが1974年に『ヤマト』の仕事を手掛けるようになってからは西崎義展プロデューサーの影響もあり「いい大人が本気でやってもよい仕事なんだ」と感じるようになったという。『わんぱく大昔クムクム』では自ら企画書を出し、脚本、演出、作画にも関わった。この主人公クムクムは、1973年に生まれた安彦の長男(中学生時代は安彦と兄弟に間違われたという)がモデルとなっている。なお3歳下の次男は現在安彦のアシスタントを務めている。
創映社が日本サンライズになり制作された『無敵超人ザンボット3』ではキャラクターデザインを担当。1978年の「さらば宇宙戦艦ヤマト」をもってヤマトとは「それこそさらばだ」と思っていた安彦であったが、西崎プロデューサーの強い慰留にあい後のテレビシリーズなどにも参加した。だが1979年に『機動戦士ガンダム』が始まった際についに電話で大げんかして『ヤマト』と袂を分かつ。
1979年4月から放映された『機動戦士ガンダム』ではキャラクターデザインおよび作画監督を務めた。だがテレビシリーズ制作中に病気（肋膜）で5か月ほど入院したため、全43話中最後の10話には参加していない。その後、映画化された際に、この10話を含めた修正を行ったという。
1983年、劇場用アニメ『クラッシャージョウ』で初監督をつとめる。原作の高千穂遙は安彦の友人でもあり断れる雰囲気ではなかったが、後に本人としては「必ずしもやりたくなかった」「スペースオペラって面白さがいまいち分からなかった」と語っている。原作・監督をつとめた1984年の『巨神ゴーグ』は商業的に振るわず、「アニメ屋としての気持ちが切れた」。
1979年に『リュウ』誌（徳間書店）に『アリオン』を発表し漫画家デビュー。1986年には劇場用アニメ『アリオン』を自ら監督。数年間アニメと漫画の二足のわらじをはいていたが、1989年に『ヴイナス戦記』を監督した以降は専業漫画家になる。
アニメ業界をやめた理由は二つあり、一つは『風の谷のナウシカ』や『うる星やつら2 ビューティフル・ドリーマー』を見て、そのクオリティの高さにとても敵わないと思ったこと。もう一つは自ら監督した『巨神ゴーグ』を演出的に盛り上げられず、能力の限界を感じたためであるという。その後も、キャラクターデザイナーとしていくつかのアニメに参加。イラストや小説も手掛ける。
1982年に『アニメージュ』に連載したエッセイ「月づきの雑記帳」の中で、当時その内容をめぐって議論を呼んでいた東映の劇場アニメ『FUTURE WAR 198X年』について批判的な意見を記した。これに対する読者からの反応の多くが、安彦の主張を確認した上でそれが正しいかどうかは自分で考えてみるという「真摯なもの」であることが嬉しかったと連載の最終回で記している。また、安彦は「事が政治というようなことになると、どうしても自分の30‥年の人生、その中での政治体験というようなものが、発言の中身にならざるを得ない。そういう発言は（中略）若い人たち（読者の方たち）に向けたものとしてはついつい高飛車なモノいいになってしまう」とも記している。
1989年の『ヴイナス戦記』では「お客がそこそこ来たらもう一本つくろう」との思いもあったが、同作品は振るわず、不本意ながらもアニメを辞めざるを得なかった。

### 漫画家時代
1989年、『ナムジ』（1989年-1991年）で専業漫画家としての活動を始める。その後『虹色のトロツキー』（1990年-1996年）、『王道の狗』（1998年-2000年）、『韃靼タイフーン』（2000年-2002年）などを手掛け、第19回日本漫画家協会賞優秀賞（『ナムジ』、1990年）、第4回文化庁メディア芸術祭マンガ部門優秀賞（『王道の狗』、2000年）などを受賞した。後に、「『ナムジ』が日本漫画家協会賞を受賞したことで、漫画家として認められてもらった気がする」と『ヤマトタケル』6巻の後書きにて記している。
2001年6月、アニメーター時代に主要スタッフとして関わった作品『機動戦士ガンダム』をコミカライズした『機動戦士ガンダム THE ORIGIN』の連載をガンダム専門の月刊誌『ガンダムエース』にてスタートさせる。連載は2001年6月号から2011年8月号まで約10年間におよんだ。執筆動機について、アニメのガンダムがヒットし一部ファンや自称評論家が「ニュータイプが世界を変えるのがガンダムのテーマ」と発言しているのを耳にし、これは学生運動時代に聞いた「革命的な党をつくったら革命ができる」といった観念を弄ぶような言葉と同じもので非常に危ない、「最初につくって裏表知る人間が知らん顔しちゃいけない」「当時、どんな考えでガンダムが作られたか自分は知っている。それを描けるのは僕だけだ」としてこの仕事を引き受けたという。
2006年、神戸芸術工科大学メディア表現学科教授に就任。2015年3月まで教員を勤めた。
2012年3月、北海道新聞夕刊において、自らの半生について語った「私のなかの歴史」を連載。また、2013年11月11日から12月28日まで中日新聞・東京新聞夕刊などで連載されている自身の半生やエピソードを綴るコラム「この道」を執筆した。
2014年5月、OVA『機動戦士ガンダム THE ORIGIN』の総監督を務めることが発表された。アニメ制作に携わるのは約25年ぶりである。
2018年に始まった「乾と巽 -ザバイカル戦記-」を最後の連載作品としている。
2019年12月14日、安彦が住む所沢市と、ガンダム関連の書籍を出版するKADOKAWAが主催する「第5回ところざわ文化創造会議」（COOL JAPAN FOREST構想の一環として開始した会議）にて、講演を行う。
2022年に公開された機動戦士ガンダム_ククルス・ドアンの島を最後のアニメ作品としている。

## 作風
- 漫画作品には、歴史や神話を題材としたものが多い。『王道の狗』『天の血脈』『虹色のトロツキー』のように近現代史を舞台として、実在の人物を実名で登場させた作品もある[39]。雑誌連載のほかに、イエス・キリストやジャンヌ・ダルクを題材に全ページ彩色した漫画を描き下ろしで発表している。
- 本人曰く筆圧が高いので、ペンではなく削用筆を使って作画を行なっている。一部を除き、極細の線もすべてこの筆を使っており職人芸と評されている。『THE ORIGIN』では作品の性格上から一部にCG処理も導入されているものの、独特のタッチとアナログで力強い彩色を行なった。
- 劇画が嫌いで、劇画調の『科学忍者隊ガッチャマン』や『ゼロテスター』は苦手であった[40]。また手塚治虫の画風も駄目だと考えており、自身の画風は永井豪の画風が近いと述べている。
- S字型に腰を前方突出させた立ち姿を描き、その独特の色気のある立ち姿は、ファンから「やすひ腰」「安彦立ち」（主に「ガワラ立ち」、「カトキ立ち」との対比で呼ばれる）と親しまれているが、本人曰く「虫プロ在籍時代に習った」とのこと。

## 評価

### 幾原邦彦
アニメーション監督で音楽プロデューサーの幾原邦彦は、『アリオン』や『ヴィナス戦記』を例に挙げた上で、男性が主役の場合、いつも傍にいる幼なじみの女性と結ばれるストーリー展開が多く、マザコンの極致であるとして、「よく考えると、非常に気持ち悪い話ですよね」と語り、年上で食わせ者の女性に、年下の男性が惹かれるパターンの心理描写を全く理解していないのではないかと推察している。

## 受賞歴
- 1981年 第12回星雲賞アート部門受賞。
- 同年 第3回アニメグランプリアニメーター部門1位（2位に3倍差の6,759票[42]）[43]
- 1982年 第4回アニメグランプリアニメーター部門1位（2位に4倍差の6,042票[42]）[44]
- 1990年 『ナムジ』により第19回日本漫画家協会賞優秀賞を受賞。
- 2000年 『王道の狗』により第4回文化庁メディア芸術祭マンガ部門優秀賞受賞。
- 2012年 『機動戦士ガンダム THE ORIGIN』により第43回星雲賞（コミック部門）を受賞。
- 2015年 第20回アニメーション神戸賞特別賞を受賞[45]。
- 2021年 第44回日本アカデミー賞協会特別賞を受賞[46]。
- 2022年 文化庁映画賞[47]
- 2022年 テレビ番組『浦沢直樹の漫勉neo 〜安彦良和〜』により第25回文化庁メディア芸術祭エンターテインメント部門大賞を受賞[48]。
- 2024年 第7回井上靖記念文化賞特別賞を受賞[49][50][51]（旭川市・北海道新聞主催）

## 作品リスト

### 漫画作品
| 作品名                                  | 出版社／巻数／発行年月                                                                                                  | 連載                                                                                            | 備考 |
| --------------------------------------- | --- | ----------------------------------------------------------------------------------------------- | --- |
| アリオン                                | 徳間書店・アニメージュコミックス/全5巻/1980年11月-1985年1月発行 ほか                                                    | 徳間書店『リュウ』1979年5月号-1984年11月号                                                      | 漫画家デビュー作、1986年に劇場アニメ化。 |
| クルドの星                              | 徳間書店・少年キャプテンコミックス/全3巻/1986年1月-1987年6月発行 ほか                                                   | 徳間書店『月刊少年キャプテン』 1985年2月号-1987年4月号                                          | 『アリオン』映画化の際、取材旅行先でトルコを訪れたことで生まれた作品。この旅行は安彦自身初の海外旅行でもあった。文春デジタル漫画館から全2巻で電子書籍化。 |
| ヴイナス戦記                            | 学習研究社・ノーラコミックス/全4巻/1987年9月-1990年5月発行 ほか                                                         | 学習研究社『月刊コミックNORA』1986年9月号-1990年4月号                                           | 1989年劇場アニメとして公開。 |
| Cコート                                 | 徳間書店・少年キャプテンコミックス/全1巻/1988年7月発行。新版・リュウコミックス/2010年9月                                | 徳間書店『月刊少年キャプテン』 1987年12月号-1988年5月号                                         | 安彦初のスポーツ漫画で、テニスを題材にしている。映画『ヴイナス戦記』のため未完となった。 |
| ナムジ                                  | 徳間書店・ハードカバー版/全5巻/1989年8月-1991年11月発行 ほか                                                            | 描き下ろし                                                                                      | 初描き下ろし作品。漫画家に専念してからの第1作目。第19回日本漫画家協会賞優秀賞。 |
| 虹色のトロツキー                        | 潮出版社・希望コミックス/全8巻/1992年7月-1997年1月発行 ほか                                                             | 潮出版社『コミックトム』1990年11月号-1996年11月号                                               | 文化人類学者山口昌男など著名人が巻末あとがきを担当。 |
| 神武                                    | 徳間書店・ハードカバー版/全5巻/1992年6月-1995年3月発行 ほか                                                             | 描き下ろし                                                                                      | 『ナムジ』の続編。登場人物の再登場も多い。 |
| 安東 ANTON                              | 学習研究社・ノーラコミックスデラックス/全3巻/1993年10月-1995年6月発行                                                   | 学習研究社『月刊コミックNORA』1992年9月号-1995年4月号                                           | 源義経の忘れ形見・星若丸が、十三安東氏などの協力を得て親の仇である鎌倉幕府を打倒しようとする物語。文春デジタル漫画館から電子書籍化。 |
| 三河物語 マンガ日本の古典 23            | 中央公論社・ハードカバー/1995年2月発行 中公文庫/2001年2月発行 ワイド版/21年5月発行                                      | 描き下ろし                                                                                      | 徳川家に仕えた大久保忠教（彦左衛門）を、少年である魚屋一心太助の視点で描く。 |
| ジャンヌ Jeanne                         | NHK出版・ソフトカバー/全3巻/1995年10月-1996年7月発行。新版/全1巻/2002年3月                                              | 描き下ろし（原作大谷暢順）                                                                      | 初のオールカラーの描き下ろし作。文春デジタル漫画館から電子書籍化。 |
| イエス JESUS                            | NHK出版・ソフトカバー/全2巻/1997年4月-1997年9月発行。新版/全1巻/2003年3月                                               | 描き下ろし                                                                                      | オールカラーの描き下ろし。文春デジタル漫画館から電子書籍化。 |
| マラヤ MARAYA                           | メディアワークス・DengekiComics EX/全4巻/1998年5月-2000年10月発行。新版・チクマ秀版社/全1巻/2005年11月                  | メディアワークス『電撃 Adventures』VOL.18-27、『電撃 hp』VOL.5-7                                | オールカラー第三作目。SFファンタジー作。文春デジタル漫画館から電子書籍化。 |
| 我が名はネロ                            | 文藝春秋・ビンゴコミックス/全2巻/1998年11月-1999年9月発行 ほか                                                          | 文藝春秋『月刊コミックビンゴ』1998年3月号-1999年5月号。第13話-15話描き下ろし                    | ローマ皇帝ネロの即位から死までを描いた作品。掲載誌廃刊のため、第13話以降は単行本描き下ろし。文春デジタル漫画館から電子書籍化。 |
| 王道の狗                                | 講談社・ミスターマガジンKC/全6巻/1998年6月-2000年3月発行 白泉社・JETS COMICS/全4巻 ほか                                 | 講談社『ミスターマガジン』1998年1号-2000年3号                                                   | 白泉社版の31話・47話は新規描き下ろし。安彦は「白泉社版を正規の『王道の狗』と思いたい」（白泉社版第4巻あとがき）と述べている 第4回文化庁メディア芸術祭マンガ部門優秀賞受賞。 |
| 韃靼タイフーン                          | メディアファクトリー・MFコミックスフラッパーシリーズ/全4巻/2001年1月-2002年5月発行 ほか                                 | メディアファクトリー『コミックフラッパー』2000年3月号-2002年5月号                               | 近未来の函館を舞台にした冒険活劇。 |
| 蚤の王                                  | 講談社・モーニングKCDX/全1巻/2001年7月発行 ほか                                                                         | 講談社『モーニング新マグナム増刊』2001年14号-20号                                               | 『神武』の続編ではあるが、登場人物が血縁（子孫）であることを除けば前作とのつながりは薄い。 |
| アレクサンドロス 世界帝国への夢         | NHK出版・NHKスペシャル文明の道 COMIC Version/全1巻/2003年7月発行、完全版2008年3月                                       | 描き下ろし                                                                                      | NHKスペシャル『文明の道』のコミカライズ作品。2018年11月、文春デジタル漫画館で電子書籍化。 |
| 機動戦士ガンダム THE ORIGIN             | 角川書店・角川コミックエース/全24巻/2002年6月-2011年11月、2015年2月発行 角川書店・愛蔵版/全12巻/2005年5月-2014年8月発行 | 角川書店『ガンダムエース』創刊号（2001年6月号）-2011年8月号                                     | 安彦によるアニメ『機動戦士ガンダム』の漫画版。設定・デザインに一部アニメ版との差異があり「シャア・セイラ編」など漫画版独自のストーリーも加えられた。第43回星雲賞（コミック部門）受賞。 2015年2月には番外編をまとめた24巻特別編も刊行された。原典アニメ版の前日譚に当たる部分が安彦自身の監督によりアニメ化された。 |
| 麗島夢譚（うるわしじま ゆめものがたり） | 徳間書店・リュウコミックス/全4巻/2009年1月-2012年12月                                                                   | 徳間書店『月刊COMICリュウ』2006年11月号-2012年9月（不定期連載）                                 | 江戸時代前期の麗島（台湾のこと。ポルトガル語のIlha Formosa=「麗しの島」に由来）周辺を舞台に、天草四郎、松浦党の流れをくむ海賊青年、三浦按針の遺児らが、麗島を巡るスペインとオランダとの争いに巻き込まれ、冒険を繰り広げる。                                                                                        |
| 天の血脈                                | 講談社・アフタヌーンKC/全8巻/2012年8月-2016年10月 ほか                                                                  | 講談社『月刊アフタヌーン』2012年3月号-2016年11月号                                              | 明治末期の日本・アジアを舞台にした作品。『虹色のトロツキー』『王道の狗』と共に近代史3部作とも称される。第20回文化庁メディア芸術祭マンガ部門審査委員会推薦作品。 |
| ヤマトタケル                            | 角川書店・カドカワコミックス・エース/全6巻/2013年2月-2018年10月 ほか                                                    | 角川書店『サムライエース』VOL.1-10（休刊）、ComicWalker 2014年8月20日配信号-2018年6月20日配信号 | 『ナムジ』『神武』『蚤の王』に続く日本古代史物。ヤマトタケルを主人公として、その生涯を描く。 |
| 乾と巽 -ザバイカル戦記-                 | 講談社・アフタヌーンKC/全11巻/2019年4月-2024年7月                                                                       | 講談社『月刊アフタヌーン』2018年11月号-2024年7月号                                              | シベリア出兵を題材とした作品。 |
| 銀色の路 -半田銀山異聞-                 | | 集英社『週刊ヤングジャンプ』2025年14号-                                                         | 隔週で短期集中連載。明治初期の福島を舞台とした作品。五代友厚が銀山の復興を目指す。 |

このほか、アボジ、ネオデビルマン、週刊マンガ日本史第34号『勝海舟』などがある。

### 小説
- 『シアトル喧嘩エレジー』徳間書店、1980年
- 『蒼い人の伝説―ルウは風の中で』角川書店・カドカワノベルズ、1988年／角川文庫 1990年
- 『鋼馬章伝』全5巻 カドカワノベルズ／徳間デュアル文庫 2002年 - 2003年
  - ボナベナの騎士 鋼馬章伝I 1988年
  - ザオの騎士王 鋼馬章伝II 1988年
  - ガンゴトリの疾風(かぜ) 鋼馬章伝III 1989年
  - ノルブの光輪 鋼馬章伝IV 1990年
  - クルガンの竜 鋼馬章伝V 1990年
  - 伝説の鋼馬(ドルー) 鋼馬章伝後章 - ファンタジー王国II（カドカワノベルズ） 所収
- 『テングリ大戦』 全4巻 カドカワノベルズ 1990年 - 1992年
- 『聖王子ククルカン』（上・下） 角川スニーカー文庫 1993年

### 対談・討論
- 『安彦良和対談集 アニメ・マンガ・戦争』 角川書店、2005年
  - 松本健一、福井晴敏、矢作俊彦ほか 全19名との対談
- 『原点 THE ORIGIN 戦争を描く、人間を描く』岩波書店、2017年／岩波現代文庫、2025年9月。聞き手：斉藤光政
- 『革命とサブカル 「あの時代」と「いま」をつなぐ議論の旅』言視舎、2018年
- 杉田俊介『安彦良和の戦争と平和－ガンダム、マンガ、日本』中公新書ラクレ、2019年。インタビュー討論
- 『安彦良和マイ・バック・ページズ』太田出版、2020年。聞き手：石井誠
- 『安彦良和マイ・バック・ページズ　『機動戦士ガンダム ククルス・ドアンの島』編』太田出版、2023年2月。聞き手：石井誠
- 『安彦良和の歴史画報　著者が語る歴史マンガガイド』玄光社、2023年11月。ビジュアルガイド

### アニメーション作品

#### 監督作品
- クラッシャージョウ 監督・キャラクターデザイン・作画監督・第一原画
- 巨神ゴーグ 原作・監督・キャラクターデザイン・作画監督・第一原画
- アリオン 原作・監督・キャラクターデザイン・作画監督
- 風と木の詩 監督・絵コンテ
- ヴイナス戦記 原作・監督・脚本・キャラクターデザイン・絵コンテ・原画（ノンクレジット）
- 機動戦士ガンダム THE ORIGIN 原作・総監督・キャラクターデザイン・絵コンテ・原画・エンディングイラスト
- 機動戦士ガンダム ククルス・ドアンの島 監督[69][70]・絵コンテ・キャラクターデザイン[69]・原画

#### デザイン
- 勇者ライディーン キャラクターデザイン・作画監督
- わんぱく大昔クムクム 原案・キャラクターデザイン（※主人公のクムクムは実子がモデル）・作画監督・絵コンテ・原画
- 超電磁ロボ コン・バトラーV キャラクターデザイン・作画監督・絵コンテ・原画
- 無敵超人ザンボット3 キャラクターデザイン
- テラホーク ー地球奪還指令ー（企画のみ） キャラクターデザイン・メカニックデザイン
- ガンダムシリーズ
  - 機動戦士ガンダム アニメーションディレクター・キャラクターデザイン・作画監督
  - 機動戦士Ζガンダム キャラクターデザイン
  - 機動戦士ガンダムΖΖ デザイン協力
  - 機動戦士ガンダムF91 キャラクターデザイン
  - GUNDAM EVOLVE(EVOLVE../9) キャラクターデザイン
  - 機動戦士ガンダムUC オリジナルキャラクターデザイン
  - 機動戦士Gundam GQuuuuuuX キャラクターデザイン原案
- 白い牙 ホワイトファング物語 キャラクターデザイン
- 地球SOS それいけコロリン キャラクターデザイン
- 新海底軍艦 キャラクターデザイン

#### 作画・演出スタッフとして参加の作品
- さすらいの太陽 作画設定
- ファミリークラシック「マッド・マッド・マッド・モンスター」 原画・レイアウト
- 科学忍者隊ガッチャマン 原動画
- ワンサくん 原画
- ろぼっ子ビートン フィニッシュ担当（作画監督）
- ゼロテスター 原画・演出
- 宇宙戦艦ヤマトシリーズ
  - 宇宙戦艦ヤマト 絵コンテ・原画(最終話)
  - さらば宇宙戦艦ヤマト 原案協力（ノン・クレジット）[注 3]。・絵コンテ・原画（ノン・クレジット）[注 4]。
  - 宇宙戦艦ヤマト2 シリーズ構成（ノン・クレジット）[注 5]。・絵コンテ
  - 宇宙戦艦ヤマト 新たなる旅立ち 絵コンテ・原画
- 闘将ダイモス 絵コンテ
- 無敵鋼人ダイターン3 作画監督・絵コンテ・原画（只野泰彦 名義）
- 星の王子さま プチ☆プランス 演出
- 日本アニメ（ーター）見本市 「安彦良和・板野一郎原撮集」レイアウト・原画・作画修正（板野一郎と共同）

### カバーイラスト・挿絵
- 『クラッシャージョウ』シリーズ（高千穂遙）
- 『ダーティペア』シリーズ（高千穂遙）
  - 『ダーティペア ARTWORKS―小説イラスト集』玄光社、2025年7月（作品集成）
- 「異次元騎士カズマ」シリーズ（王領寺静）
  - 『黄金拍車』※第1巻挿絵は除く
  - 『骸骨旗(ジョリー・ロジャー)トラベル』
  - 『剣奴王ウォーズ』
- 『機動戦士ガンダムUC』(福井晴敏)
角川コミックエース版カバーイラスト、第1巻から第3巻の口絵・挿絵
- 『将軍たちの夜』(ハンス・ヘルムート・キルスト)

### CM
- サッポロビール “第95回箱根駅伝用オリジナルCM”年始特別バージョン（2018年1月2日・3日 日本テレビ系『第95回東京箱根間往復大学駅伝競走』内にて放送）安彦良和描き下ろし線画アニメーション[73][74]

### その他
- 大魔界村 パッケージデザイン（PCエンジンスーパーグラフィックス版）
- ニュートピアII パッケージデザイン
- マイト＆マジック パッケージデザイン(PCエンジンスーパーグラフィックス版）
- 重装機兵ヴァルケン2 キャラクターデザイン（製作途中で衣谷遊に変更）
- 俗・さよなら絶望先生 第六話 エンドカード
- ハチワンダイバー 第7巻 世界一の絵師のカード「やすひ子」
- ストレンジ・プラス #08 エンドカード
- 『慈覚大師円仁と行くゆかりの古寺巡礼 比叡山の歩き方』（ダイヤモンド社）
- 『親鸞の歩き方』（ダイヤモンド社）
- 『決断の本質 日本人の戦争と平和』（ダイヤモンド社）

## テレビ出演
- 機動戦士ガンダム30周年記念 みんなのガンダム 完全版（2009年4月26日、アニマックス）
- めざましテレビ（2014年11月21日、フジテレビ）[75]
- 漫道コバヤシ（2015年5月19日、フジテレビONE）
- ゴロウ・デラックス（2015年9月3日、TBS）[76]
- ノージーのひらめき工房（2018年12月8日[要出典]・2020年12月12日[77]、NHK Eテレ）
- こころの時代〜宗教・人生〜「わかり合えないをわかりたい」（2019年5月、NHK Eテレ）[78]
- 『浦沢直樹の漫勉neo』（2021年6月9日、NHK Eテレ）
- 有吉×怪物（2021年9月29日、日本テレビ）[79]

## 連載
- 時のかたち（2001年6月19日 - 22日、朝日新聞 夕刊） - 『THE ORIGIN』の執筆、検査入院、同郷の骨董品店主、石神井の三宝寺について。
- 私のなかの歴史〜オホーツクから『ガンダム』へ（2012年、北海道新聞 夕刊）
- この道（2013年、中日新聞・東京新聞 夕刊）
- マイ・バック・ページズ（2018年7月 - 2019年11月、太田出版 隔月刊『CONTINUE』Vol.54 - Vol.62） - 連載・刊行

## その他
- プロ野球では広島東洋カープのファンでアンチ巨人[80]。
- 「不滅の少年ボイス」と称するほど田中真弓のファンであることを公言している[81]。アニメの仕事から離れたため、一緒に仕事をすることはないと思っていたが、『THE ORIGIN』で声を頂いたことに喜んでいる[81]。
- 『星の王子さま プチ・プランス』では主人公の王子の声を大人でやるか子供でやるか、なかなか決まらなかったが、安彦が大量のオーディションテープの中から、松野達也（現・松野太紀）に決めたという[82]。
- 湖川友謙とは同郷、出身高校も同じ（湖川が2学年下）であるが、アニメ業界に入るまでお互いに面識がなかったという。
- 終戦にともなっておこなわれた一億総懺悔のなかにはそこまで反省しなくてもいい問題がいっぱいあるので国家の安定とともに復元の動きが出るのはあたりまえだとしつつも、方向をまちがってしまうと『日本は侵略なんかしていない』とか『植民地支配は悪だというけど、日本はいいことだってしたではないか』ともどりすぎてしまう。安倍晋三首相のやっていることも、もどっちゃいけない方向だと思うと著書の『原点 THE ORIGIN 戦争を描く、人間を描く』で述べている[83]。
- 表現の自由に関して、「新しい文化が出てきて人に影響を与える際、今までにない捻じ曲がり方をさせる可能性があるのは当然のこと」と語った上で、製作者はそれに対する覚悟が必要であると説いている。そして、作品に対して必要な表現か否かを吟味することが、作り手の責任の取り方であると述べ、漫画家に対しては「安易に編集者に、こうすれば売れる、と言われて、考えもなく過激な表現に走ったりするのは慎んでほしい」と釘を刺している[84]。

## 弟子
- アニメーターとしての弟子に板野一郎、九月社時代の弟子として高橋久美子、佐藤元がいる。安彦曰く、サンライズで募集採用されたアニメーターの4人のうち2番目に高橋、4番目に佐藤が上手かったそうである。安彦はこの4人の中で高橋と佐藤を九月社に採用した[85]。
- 神村幸子、川元利浩は安彦の弟子と語られることが多いが、実際には間違いである。神村はもともと東京ムービー系のスタジオイルカ所属であり、安彦との初仕事も『アリオン』の原画でそれ以前の関わりはない。川元は『機動戦士ガンダムZZ』のときにその実力を神村に見出だされたのであり、正しくは安彦ではなく神村の弟子である[86]。